# Communauté de communes du Pays de Châtenois
Die Communauté de communes du Pays de Châtenois ist ein ehemaliger französischer Gemeindeverband mit der Rechtsform einer Communauté de communes im Département Vosges in der Region Grand Est. Der Gemeindeverband wurde am 23. Dezember 1994 gegründet und umfasste 27 Gemeinden. Der Verwaltungssitz befand sich im Ort Châtenois.

## Historische Entwicklung
Mit Wirkung vom 1. Januar 2017 fusionierte der Gemeindeverband mit der Communauté de communes du Bassin de Neufchâteau
und bildete so die Nachfolgeorganisation Communauté de communes de l’Ouest Vosgien.

## Ehemalige Mitgliedsgemeinden
1. Aouze
2. Attignéville
3. Balléville
4. Barville
5. Châtenois
6. Courcelles-sous-Châtenois
7. Darney-aux-Chênes
8. Dolaincourt
9. Dommartin-sur-Vraine
10. Gironcourt-sur-Vraine
11. Harchéchamp
12. Houéville
13. La Neuveville-sous-Châtenois
14. Longchamp-sous-Châtenois
15. Maconcourt
16. Ménil-en-Xaintois
17. Morelmaison
18. Ollainville
19. Pleuvezain
20. Rainville
21. Removille
22. Rouvres-la-Chétive
23. Saint-Menge
24. Saint-Paul
25. Soncourt
26. Viocourt
27. Vouxey